# Palpomyia panacantha
Palpomyia panacantha är en tvåvingeart som beskrevs av Jean Clastrier 1962.
Palpomyia panacantha ingår i släktet Palpomyia och familjen svidknott. Inga underarter finns listade i Catalogue of Life.